# Ängbybanan

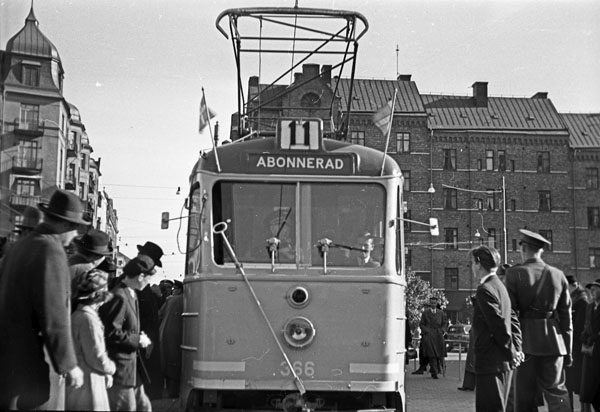
Ängbybanans invigning vid Fridhemsplan 1944.

Ängbybanan var en premetro som fanns 1944–1952 i västra Stockholm, mellan Alvik och Islandstorget i Bromma. Namnet Ängbybanan syftar på Södra och Norra Ängby, där banans västra punkt låg. Banan trafikerades av linje 11 som utgick från Tegelbacken i centrala Stockholm och gick på gatuspår på Kungsholmen och via Tranebergsbron.

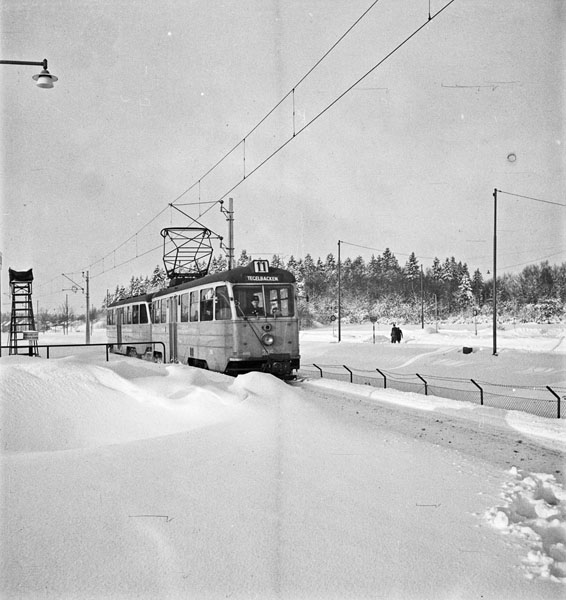
Ängbybanan vid Åkeshov, på väg mot Tegelbacken.

Banan byggdes som en del av den kommande tunnelbanan, fri från plankorsningar med vägar. Samma bana är tunnelbana sedan 1952. Den går mycket på broar men inte i tunnlar. 
År 1941 beslutade Stockholms stadsfullmäktige att bygga en tunnelbana, början till det system som idag kallas Gröna linjen. Bromma bestod då som nu av villabebyggelse uppblandad med småstuge- och flerbostadsområden och expanderade fortfarande. Nya bostadsområden planerades, som behövde kollektivtrafik. Från Alvik fanns trafik med spårvagn sedan 1914 till de äldre västra delarna av Bromma med Nockebybanan och Ulvsundabanan. Båda utgick från Tegelbacken.
1 oktober 1944 öppnades Ängbybanan till Islandstorget  .
Trafikeringen var med spårvagnar av en ny typ som kallades Ängbyvagn. Oktober 1952 upphörde spårvägstrafiken och banan började trafikeras som tunnelbana till Vällingby istället.